# Emiel Verstrynge
Emiel Verstrynge (født 4. februar 2002 i Eeklo) er en cykelrytter fra Belgien, der kører for Fejl i Modul:Cykelhold: Wikidata-entitet ikke angivet.. Han er aktiv indenfor landevejscykling og cykelcross.